# Ernest Heeb
Pour les articles homonymes, voir Heeb.
Ernest Heeb est un gymnaste artistique français.

## Carrière
Médaillé de bronze par équipe aux Championnats du monde de gymnastique artistique 1926, il est sacré champion de France du concours général de gymnastique artistique en 1922 et 1927.